# Вейнер, Пётр Петрович (старший)
Пётр Петро́вич Ве́йнер (1842 или около 1839 — 1903) — русский промышленный и общественный деятель, благотворитель.

## Биография
Родился в 1842 году в Кронштадте в семье владикавказского купца первой гильдии Петра Антоновича Вейнера.
Будучи студентом 4-го курса юридического факультета Санкт-Петербургского университета, принимал участие в студенческих волнениях и 29 сентября 1861 года был заключён в Петропавловскую крепость. Был прощён и освобождён 7 декабря того же года, ему было позволено остаться в Петербурге. В этом же году его отец вместе с семейством переехал в Астрахань из Владикавказа.
Служил в Департаменте государственных имуществ; при этом состоял под гласным надзором полиции. В 1867 году получил чин коллежского регистратора. В 1868 году его отец купил пивоваренный и водочный заводы неподалеку от Селенских Исад и начал их реконструкцию, его сыновья-близнецы Аркадий и Пётр активно включились в предпринимательскую деятельность. Уйдя в отставку Пётр уехал за границу для изучения пивоваренного дела. В 1873 году был зарегистрирован «Торговый дом Вейнер и Сыновья» и с этого же года П. П. Вейнер возглавил Астраханский биржевой комитет. В 1875 году умер брат, а в 1881 году отец и, после раздела наследства отца, П. П. Вейнер стал единоличным владельцем всего пивоваренного дела, а также лесоторгового предприятия в Астрахани.
В 1882 году семейство П. П. Вейнера переехало в Санкт-Петербург. С соизволения принцессы Ольденбургской Вейнер был утверждён в звании Почётного члена-благотворителя Дома Милосердия в Лесном, а через год пожалован за свою благотворительную деятельность орденом Св. Владимира 4-й степени. Тогда же утверждён в дворянском достоинстве.
Стал главным жертвователем на постройку нового здания храма Дома Милосердия — храма Преображения Господня в Лесном, старостой которого был с 1887 по 1890 год — во время строительства и первый год после освящения и открытия храма.
Через некоторое время семья поселилась в собственном доме на Сергиевской улице (д. 38). Дом был построен в течение 1892—1893 годов по проекту архитектора Б. И. Гиршовича.
Умер 9 (22) апреля 1903 года года в Петербурге; похоронен в Александро-Невской лавре на Никольском кладбище (6-я дор.), в часовне-склепе, построенной по проекту Б. Гиршовича.
Дело отца было продолжено сыновьями Аркадием и Николаем. Фирма «Вейнерские пивоваренные заводы» (затем «Товарищество наследников Петра Петровича Вейнера», учреждённое в 1909 г.) была крупным производителем пива и прочих напитков вплоть до 1917 года. В 1909 году братьями Вейнерами был построен пивоваренный завод в Петровске (ныне Махачкала), работающий до сих пор.

### Семья
Был женат на Марии Васильевне Вейнер (урождённой Унжениной, Унжевич, Унженич ?) (1851—1935). Их дети:
- Аркадий (1875—1965?)
- Пётр (1879—1931)
- Николай
- Лидия, в замужестве за гвардии полковником Н. Г. Вестерманом
- Зинаида, в замужестве за бароном Д. О. Тизенгаузеном

Петр Петрович неоднократно арестован, расстрелян в 1931 году, Аркадий Петрович в 1925 г. заключен в концлагерь на 5 лет, Зинаида Петровна Тизенгаузен и Лидия Петровна Дединцева также репрессированы.
Племянником Петра Петровича Вейнера-старшего (сыном его брата-близнеца Аркадия Петровича Вейнера) был Пётр Аркадьевич Вейнер (1873—1938) — морской офицер, литератор, а в советское время — дипломат и педагог.

## Интересный факт
- В Астрахани продаётся пиво «Вейнер», названное так в честь Вейнера-старшего и того вейнеровского пива, которое пили сто лет назад[11][12]. Здесь же сохранился дом, бывший в усадьбе Вейнеров.
- Также пиво «Вейнер» выпускалось в Махачкале[13].